# Solemoviridae
Solemoviridae ist die Bezeichnung einer Familie von Viren.
Diese Familie ging 2021 im Zug einer Reorganisation durch das International Committee on Taxonomy of Viruses (ICTV) aus der ehemaligen Familie Luteoviridae hervor. 
Deren ehemalige Typusgattung Luteovirus wurde dabei als einziges Mitglied der ehemaligen Familie in die Gattung Tombusviridae verschoben, die beiden anderen Gattungen Enamovirus und Polerovirus sowie die Spezies ohne Gattungszuordnung sind jetzt hier in der Familie Solemoviridae (mit neuer taxonomischer Zuordnung) beheimatet.
Als natürliche Wirte dienen Pflanzen (einige wenige Arten der Süßgräser).  
Derzeit (Stand Mitte April 2021) gibt es vom International Committee on Taxonomy of Viruses (ICTV) offiziell bestätigt 4 Gattung und 51 Arten (Spezies) ohne Gattungszuordnung   in dieser Familie.
Zu den Krankheiten, die mit dieser Familie in Verbindung gebracht werden, gehören Mosaike und Flecken.

## Etymologie
Der Name Solemoviridae ist eine Zusammenziehung aus den Namen der beiden ursprünglichen Gattungen, Sobemovirus und Polemovirus, mit der Endung -viridae für Virusfamilien.

## Aufbau
Die Virionen (Viruspartikel) der Solemoviridae sind unbehüllt, mit ikosaedrischer Geometrie und T=3-Symmetrie. 
Der Durchmesser beträgt ca. 30 nm.
Das Genom der Solemoviridae ist nicht segmentiert (monopartit). 
Es besteht aus einem linearen Einzelstrang-RNA-Molekül positiver Polarität – ssRNA(+) – und hat eine Länge von etwa 4–5 kb (Kilobasen).

## Rolle als Helferviren
Solemoviren – wie beispielsweise Pea enation mosaic virus 1 (PEMV-1) – können als Helferviren für Viren der Gattung Umbravirus (Tombusviridae) fungieren, indem sie diese mit einem Kapsidprotein versorgen.
Einige Sobemoviren kapseln eine zirkuläre viroidähnliche Satelliten-RNA (220-390nt) ein.

## Replikationszyklus
Die Replikation der Solemoviridae-Virionen erfolgt in folgenden Schritten:
1. Das Virusteilchen (Virion) dringt in die Wirtszelle ein.
2. Freisetzung der RNA des Virus-Genoms in das Zytoplasma der Wirtszelle.
3. Die virale RNA wird zur Herstellung von Replikationsproteinen translatiert, das durch ORF2 kodierte Polyprotein wird von der viralen Protease prozessiert (umgesetzt).
4. Die Replikation findet im Zytoplasma in Virusfabriken statt. Dabei wird aus der genomischen Einzelstrang-RNA ein Doppelstrang-RNA-Genom erzeugt.
5. Das dsRNA-Genom wird transkribiert und repliziert, wodurch virale mRNAs d. h. neue ssRNA(+)-Genome entstehen.
6. Expression der subgenomischen RNA (ORF4), die das Kapsidprotein kodiert.
7. Zusammenbau (Assemblierung) des Virus.
8. Das virale Movement-Protein vermittelt wahrscheinlich einen Transfer der Virionen direkt von Zelle zu Zelle.

## Systematik
Mit Stand Mai/Juni 2024 ist die Systematik der familie wie folgt:
Ordnung Sobelivirales (Klasse Pisoniviricetes im Phylum Pisuviricota)
- Familie Solemoviridae

- Gattung Enamovirus (früher in Luteoviridae)
  - Spezies Enamovirus AEV mit Alfalfa enamovirus 1 (AEV1)
  - Spezies Enamovirus AGV mit Ageratum virus 2 (AgV2)
  - Spezies Enamovirus ALVE mit Arracacha latent virus E (ALVE)
  - Spezies Enamovirus BEV mit Bean enamovirus 1 (BEV1)
  - Spezies Enamovirus BFTEV mit Bird's-foot trefoil enamovirus 1 alias Birdsfoot trefoil enamovirus 1 (BFTEV1)
  - Spezies Enamovirus BPVE mit Black pepper virus E (BPVE)
  - Spezies Enamovirus CLEV mit Celmisia lyallii enamovirus (ClEV)
  - Spezies Enamovirus CVEV mit Citrus vein enation virus (CVEV)
  - Spezies Enamovirus GEV mit Grapevine enamovirus 1 (GEV1) – Isolate CS-BR, SE-BR (Brasilien), SD-CG (China)
  - Spezies Enamovirus GSPEV mit Green Sichuan pepper enamovirus (GSPEV)
  - Spezies Enamovirus KSEV mit Kummerowia striatad enamovirus (KSEV)
  - Spezies Enamovirus PEEV mit Pepper enamovirus (PeEV)
  - Spezies Enamovirus PEMV (ehem. Typus) mit Pea enation mosaic virus 1 (PEMV1, PEMV-1) – Isolate Idaho und Wisconsin WSG (USA)
  - Spezies Enamovirus PLEV mit Plantago enamovirus (PlEV)
  - Spezies Enamovirus RCEV mit Red clover enamovirus 1 (RCEV1)

- Gattung Hubsclerovirus
  - Spezies Hubsclerovirus HUSRV mit Hubei sclerotinia RNA virus 1 (HuSRV1)

- Gattung Polemovirus
  - Spezies Polemovirus PNLV mit Poinsettia latent virus (PnLV)

- Gattung Polerovirus (früher in Luteoviridae)
  - Spezies Polerovirus AEYV mit african eggplant yellowing virus	AeYV
  - Spezies Polerovirus APVA mit Allium polerovirus A	APVA
  - Spezies Polerovirus ARTVB mit Artemisia virus B	ArtVB
  - Spezies Polerovirus BCHV mit Beet chlorosis virus (BChV)
  - Spezies Polerovirus BLYV mit beet leaf yellowing virus	BLYV
  - Spezies Polerovirus BMYV mit Beet mild yellowing virus (BMYV)
  - Spezies Polerovirus BPV mit Barleria polerovirus 1	BPV1
  - Spezies Polerovirus BVG mit barley virus G	BVG
  - Spezies Polerovirus BWYV mit Beet western yellows virus	(BWYV)
  - Spezies Polerovirus CABYV mit Cucurbit aphid-borne yellows virus (CAbYV)
  - Spezies Polerovirus CBTV1 mit Cotton bunchy top virus 1 (CBTV1)
  - Spezies Polerovirus CBTV2 mit Cotton bunchy top virus 2 (CBTV2)
  - Spezies Polerovirus CDPV mit Cardamom polerovirus (CdPV)
  - Spezies Polerovirus CLDV mit Cotton leafroll dwarf virus (CLDV, Baumwoll-Blattrollvirus) und Chickpea stunt disease associated virus (CpSDaV, CPSDAV)
  - Spezies Polerovirus CNPV mit Cnidium polerovirus 1 (CnPV1)
  - Spezies Polerovirus CPCSV mit Chickpea chlorotic stunt virus (CpCSV)
  - Spezies Polerovirus CPLRV mit Chickpea leafroll virus (CpLRV)
  - Spezies Polerovirus CPPV1 mit Ccowpea polerovirus 1 (CPPV1)
  - Spezies Polerovirus CPPV2 mit Cowpea polerovirus 2 (CPPV1)
  - Spezies Polerovirus CSPV mit Cassava polerovirus (CsPV)
  - Spezies Polerovirus CTRLV mit Carrot red leaf virus (CtRLV)
  - Spezies Polerovirus CYDVRPS mit Cereal yellow dwarf virus RPS alias Cereal yellow dwarf virus-RPS (CYDV-RPS, Gelbverzwergungsvirus RPS)
  - Spezies Polerovirus CYDVRPV mit Cereal yellow dwarf virus RPV alias Cereal yellow dwarf virus-RPV (CYDV-RPV; Gelbverzwergungsvirus RPV)
  - Spezies Polerovirus DVPV mit Dregea volubilis polerovirus 1 (DVPV1)
  - Spezies Polerovirus FBPV mit Faba bean polerovirus 1 (FBPV1)
  - Spezies Polerovirus FVPV mit Foeniculum vulgare polerovirus (FVPV)
  - Spezies Polerovirus GPOV mit Grapevine polerovirus 1 (GPoV1)
  - Spezies Polerovirus GRAV mit Groundnut rosette assistor virus (GRAV)
  - Spezies Polerovirus HEMVA mit Hemisteptia virus A (HemVA)
  - Spezies Polerovirus KMPV mit Kalanchoe marnieriana polerovirus (KMPV)
  - Spezies Polerovirus LABYV mit Luffa aphid-borne yellows virus (LABYV)
  - Spezies Polerovirus MABYV mit Melon aphid-borne yellows virus (MABYV)
  - Spezies Polerovirus MAYMV mit Maize yellow mosaic virus (MaYMV) – Isolate Yunnan11 und Anhui RMV-2 (China)
  - Spezies Polerovirus MJVA mit Mallotus japonicus virus A (MjVA)
  - Spezies Polerovirus MYDVRMV mit Maize yellow dwarf virus RMV alias Maize yellow dwarf virus-RMV (MYDV-RMV, Gelbverzwergungsvirus RMV)
  - Spezies Polerovirus MYFV mit Miscanthus yellow fleck virus (MYFV)
  - Spezies Polerovirus ORMV mit Ornithogalum virus 5 (OrMV5)
  - Spezies Polerovirus PABYV mit Pepo aphid-borne yellows virus (PABYV)
  - Spezies Polerovirus PBMYV mit Phasey bean mild yellows virus (PBMYV)
  - Spezies Polerovirus PDMV mit Panicum distortion mosaic virus (PDMV)
  - Spezies Polerovirus PELRCV mit Pepper leafroll chlorosis virus (PeLRCV)
  - Spezies Polerovirus PEVYV1 mit Pepper vein yellows virus 1 (PeVYV-1)
  - Spezies Polerovirus PEVYV2 mit Pepper vein yellows virus 2 (PeVYV-2)
  - Spezies Polerovirus PEVYV3 mit Pepper vein yellows virus 3 (PeVYV-3)
  - Spezies Polerovirus PEVYV4 mit Pepper vein yellows virus 4 (PeVYV-4)
  - Spezies Polerovirus PEVYV5 mit Pepper vein yellows virus 5 (PeVYV-5)
  - Spezies Polerovirus PEVYV6 mit Pepper vein yellows virus 6 (PeVYV-6)
  - Spezies Polerovirus PEWBVYV mit Pepper whitefly borne vein yellow virus (PeWBVYV)
  - Spezies Polerovirus PLAVA mit Plantago asiatica virus A (PlAVA)
  - Spezies Polerovirus PLRV mit Potato leafroll virus (PLRV, Kartoffel-Blattrollvirus)
  - Spezies Polerovirus PMPV mit Piper methysticum polerovirus (PMPV)
  - Spezies Polerovirus PNPV mit Paspalum notatum polerovirus (PNPV)
  - Spezies Polerovirus PPEVYV mit Pod pepper vein yellows virus (PPeVYV)
  - Spezies Polerovirus PPOV mit Persimmon polerovirus (PPoV)
  - Spezies Polerovirus PTPV mit Pterostylis polerovirus (PtPV)
  - Spezies Polerovirus PUPV mit Pumpkin polerovirus (PuPV)
  - Spezies Polerovirus SABYV mit Suakwa aphid-borne yellows virus (SAbYV)
  - Spezies Polerovirus SAYV mit Sauropus yellowing virus (SaYV)
  - Spezies Polerovirus SBCLRV mit Soybean chlorotic leafroll virus (SbCLRV)
  - Spezies Polerovirus SCYLV mit Sugarcane yellow leaf virus (ScYLV)
  - Spezies Polerovirus SLPV mit Siratro latent polerovirus (SLPV)
  - Spezies Polerovirus SPLSV mit Sweet potato leaf speckling virus (SPLSV)
  - Spezies Polerovirus SPV mit Strawberry polerovirus 1 (SPV1)
  - Spezies Polerovirus STAVB mit Stellaria aquatica virus B (StAVB)
  - Spezies Polerovirus TAPV mit Trachyspermum ammi polerovirus (TAPV)
  - Spezies Polerovirus TCLV mit Torilis crimson leaf virus	TCLV
  - Spezies Polerovirus TNDV mit Tobacco necrotic dwarf virus (TNDV)
  - Spezies Polerovirus TPV1 mit Tobacco polerovirus 1 (TPV1)
  - Spezies Polerovirus TPV2 mit Tobacco polerovirus 2 (TPV2)
  - Spezies Polerovirus TRIYSV mit Triticum yellow stripe virus (TriYSV)
  - Spezies Polerovirus TUYV mit Turnip yellows virus (TuYV) und Brassica yellows virus (BrYV)
  - Spezies Polerovirus TVDV mit Tobacco vein distorting virus (TVDV)
  - Spezies Polerovirus UPOV mit Ullucus polerovirus 1 (UPoV1)
  - Spezies Polerovirus WCMV mit White clover mottle virus (WCMV)
  - Spezies Polerovirus WLYAV mit Wheat leaf yellowing-associated virus (WLYaV)
  - Spezies Polerovirus WYDVGPV mit Barley yellow dwarf virus GPV alias Barley yellow dwarf virus-GPV (BYDV-GPV, Gelbverzwergungsvirus GPV)
  - Spezies Polerovirus ZABYV mit Zucchini aphid-borne yellows virus (ZABYV)

- Gattung Sobemovirus

Genoomkarte des Southern bean mosaic virus (SBMV)

  - Spezies Cocksfoot mottle virus mit Cocksfoot mottle virus (CfMV) – Subtyp Clone9-2 und Clone9-2-2 (Norwegen)
  - Spezies Sobemovirus ARTVA mit Artemisia virus A (ArtVA)
  - Spezies Sobemovirus BSSV mit Blueberry shoestring virus (BSSV)
  - Spezies Sobemovirus CNMOV mit Cynosurus mottle virus (CnMoV)
  - Spezies Sobemovirus CYCMV mit Cymbidium chlorotic mosaic virus (CyCMV)
  - Spezies Sobemovirus IYMV mit Imperata yellow mottle virus (IYMV)
  - Spezies Sobemovirus LTSV mit Lucerne transient streak virus (LTSV)
  - Spezies Sobemovirus MIMMV mit Mimosa mosaic virus (MimMV)
  - Spezies Sobemovirus PHYRMV mit Physalis rugose mosaic virus (PhyRMV)
  - Spezies Sobemovirus PISSV mit Pistacia sobemovirus (PisSV)
  - Spezies Sobemovirus PLSV mit Poaceae Liege sobemovirus (PLSV)
  - Spezies Sobemovirus PLYV mit Papaya lethal yellowing virus (PLYV)
  - Spezies Sobemovirus RGMOV mit Ryegrass mottle virus (RGMoV)
  - Spezies Sobemovirus ROMOV mit Rottboellia yellow mottle virus (RoMoV)
  - Spezies Sobemovirus RYMV mit Rice yellow mottle virus (RYMV)
  - Spezies Sobemovirus SBMV mit Southern bean mosaic virus (SBMV)
  - Spezies Sobemovirus SCMOV mit Subterranean clover mottle virus (SCMoV)
  - Spezies Sobemovirus SCPMV mit Southern cowpea mosaic virus (SCPMV)
  - Spezies Sobemovirus SEMV mit Sesbania mosaic virus (SeMV)
  - Spezies Sobemovirus smamv mit Snake melon asteroid mosaic virus (SMAMV)
  - Spezies Sobemovirus SNMOV mit Solanum nodiflorum mottle virus (SNMoV)
  - Spezies Sobemovirus SOMV mit Sowbane mosaic virus (SoMV)
  - Spezies Sobemovirus SYCMV mitSoybean yellow common mosaic virus (SYCMV)
  - Spezies Sobemovirus TROV mit Turnip rosette virus (TRoV)
  - Spezies Sobemovirus VTMOV mit Velvet tobacco mottle virus (VTMoV)
  - Spezies Sobemovirus XYDV mit Xufa yellow dwarf virus (XYDV)

- Spezies ohne Gattungszuordnung (früher in Luteoviridae)
  - Spezies „Indonesian soybean dwarf virus“ (ISDV) – nicht mehr offiziell (fehlende Sequenzdaten)

Verschiebungen:
- Barley yellow dwarf virus SGV (BYDV-SGV, Gelbverzwergungsvirus SGV) ⇒ Spezies Luteovirus mavhordei (Tombusviridae: Regressovirinae)